# Simi Valley
Simi Valley is een stad in Ventura County in de Amerikaanse staat Californië en telt 111.351 inwoners. Het is hiermee de 202e stad in de Verenigde Staten (2000). De oppervlakte bedraagt 101,5 km², waarmee het de 165e stad is.

## Demografie
Van de bevolking is 7,6 % ouder dan 65 jaar en bestaat voor 14,7 % uit eenpersoonshuishoudens. De werkloosheid bedraagt 3,9 % (cijfers volkstelling 2000).
Ongeveer 16,8 % van de bevolking van Simi Valley bestaat uit hispanics en latino's, 1,3 % is van Afrikaanse oorsprong en 6,3 % van Aziatische oorsprong.
Het aantal inwoners steeg van 100.311 in 1990 naar 111.351 in 2000.

## Klimaat
In januari is de gemiddelde temperatuur 12,6 °C, in juli is dat 19,9 °C. Jaarlijks valt er gemiddeld 441,7 mm neerslag (gegevens op basis van de meetperiode 1961-1990).

## Plaatsen in de nabije omgeving
De onderstaande figuur toont nabijgelegen plaatsen in een straal van 16 km rond Simi Valley.

## Geboren
- Kara Denby (1986), zwemster
- Jason Dolley (1991), acteur
- Shailene Woodley (1991), actrice